# Ali Bey al-Abbasi
Ali Bey al-Abbasi,   Domingo Badia y Leblich (Barcellona, 1º aprile 1767 – Siria, 1818), è stato un esploratore spagnolo. In particolare, fu testimone della conquista della Mecca da parte dei Wahhabiti nel 1807.

## Biografia
Bey esplorò e descrisse il Marocco, Tripoli, Cipro, l'Egitto, l'Arabia, la Siria (che comprendeva Israele, Libano, Giordania e Palestina, allora considerati parte della Siria) e la Turchia tra il 1803 e il 1807. Ali Bey arrivò alla Mecca apparentemente per eseguire l'hajj, dichiarando di essere un discendente dei Califfi Abbasidi d'Occidente.
Parlando con persone che incontrò durante i suoi viaggi, Ali Bey affermava di essere nato ad Aleppo; ma più tardi venne identificato come Domingo y Badia Leblich, una spia spagnola di Giuseppe Bonaparte. William John Bankes, nel 1830, scrisse invece che Ali Bey era ebreo, e molti scrittori successivi hanno pensato che fosse un vero musulmano di origine marocchina, ma di educazione spagnola. Comunque, dichiarò di essere un musulmano per entrare in luoghi vietati ai non musulmani, tra cui la Grotta di Machpelah a Hebron e La Mecca.
Quando morì in Siria nel 1818 gli venne negata la sepoltura musulmana perché gli fu trovata addosso una croce. Questa, come suggerito da alcuni studiosi, è la prova inconfutabile che Ali Bey fingeva di essere musulmano al fine di viaggiare verso La Mecca e Medina.
Il racconto dei suoi viaggi (Viaggi di Ali Bey al-Abbasi in Africa ed in Asia dall'anno 1803 a tutto il 1807) venne pubblicato nel 1816.